# Rhetinolepis lonadioides
Rhetinolepis lonadioides là một loài thực vật có hoa trong họ Cúc. Loài này được Coss. miêu tả khoa học đầu tiên.